# Yenda
Yenda är en ort i Australien. Den ligger i kommunen City of Griffith och delstaten New South Wales, i den sydöstra delen av landet, omkring 460 kilometer väster om delstatshuvudstaden Sydney. Yenda ligger 132 meter över havet och antalet invånare är 1 064.
Närmaste större samhälle är Griffith, omkring 14 kilometer väster om Yenda. 
Trakten runt Yenda består till största delen av jordbruksmark. Runt Yenda är det glesbefolkat, med 11 invånare per kvadratkilometer. Genomsnittlig årsnederbörd är 499 millimeter. Den regnigaste månaden är mars, med i genomsnitt 77 mm nederbörd, och den torraste är oktober, med 16 mm nederbörd.